# Tomasz Stanecki
Tomasz Stanecki (ur. 21 grudnia 1826 w Wadowicach, zm. 8 stycznia 1891 we Lwowie) – polski fizyk, rektor Uniwersytetu Lwowskiego w roku 1890, poseł-wirylista do Sejmu Krajowego Galicji VI kadencji.

## Życiorys
Był synem wadowickiego organisty. Ukończył tam gimnazjum, po czym studiował na wydziale filozoficznym we Lwowie. Po studiach pracował jako nauczyciel gimnazjalny. Potem pracował jako profesor szkoły realnej, dyrektor gimnazjum Bernardyńskiego i profesor Uniwersytetu Lwowskiego. Równocześnie uczył w szkole weterynarii i szkole leśnej we Lwowie. W roku akademickim 1890-91 wybrany rektorem Uniwersytetu Lwowskiego. Prowadził badania meteorologiczne. Członek i działacz Galicyjskiego Towarzystwa Gospodarskiego, członek jego Komitetu (25 czerwca 1872 - 18 czerwca 1875).
Pochowany na Cmentarzu Łyczakowskim we Lwowie. Jego synem był Zdzisław Stanecki.